# Thyone (Mythologie)
Thyone (altgriechisch Θυώνη Thyṓnē) ist der Name, unter dem Semele, die Geliebte des Zeus und Mutter des Dionysos, unter die Götter des Olymp aufgenommen wird. Einige Autoren erzählen den Semele-Mythos unter dem Namen Thyone, weshalb beide Figuren schwer voneinander zu unterscheiden sind.

## Mythos
Erste Zeugnisse einer eigenständigen Ausprägung des Thyone-Mythos finden sich bei Sappho und Pindar.
Nach vorherrschender Überlieferung ist Zeus der Vater ihres Kindes Dionysos, vereinzelt wird auch Nisos genannt, der wahrscheinlich mit Dionysos’ Erzieher Nysos identisch ist.
Nach Pausanias steigt Dionysos durch den bei Lerna gelegenen Halkyonischen See hinab in die Unterwelt, um seine verstorbene Mutter Semele zu retten. Da er den genauen Ort des Eingangs zur Unterwelt nicht kennt, fragt er den Fremdenführer Polymnus nach dem Weg. Hyginus berichtet weiter, dass der Hypolipnus genannte Führer sich nur gegen Leistung sexueller Dienste dazu bereit erklärt. Dionysos schwört, dass, sollte er seine Mutter zurückbringen, er die verlangte Bezahlung leisten würde. Bei seiner Rückkehr war der Gläubiger jedoch inzwischen verstorben, was Dionysos nicht davon abhielt, die geforderte Leistung mit Hilfe eines entsprechend geformten Feigenholzes zu erbringen.
Thyone erscheint vereinzelt auch als Amme des Dionysos. Von Thyone als Mutter oder als Amme erhält er den Beinamen Thyonidas oder bei lateinischen Autoren Thyoneus.